# Hoplocrotaphus pospelovi
Hoplocrotaphus pospelovi är en stekelart som beskrevs av Telenga 1950. Hoplocrotaphus pospelovi ingår i släktet Hoplocrotaphus och familjen bracksteklar. Inga underarter finns listade i Catalogue of Life.